# Élections générales albertaines de 1930
L'élection générale albertaine de 1930 eut lieu le 19 juin 1930 afin d'élire les députés de l'Assemblée législative de l'Alberta.

## Résultats
| Parti                      | Parti          | Chef        | # de candidats | Sièges | Sièges | Sièges  | Voix    | Voix    | Voix    |
| Parti                      | Parti          | Chef        | # de candidats | 1926   | Élus   | % Diff. | #       | %       | % Diff. |
| -------------------------- | -------------- | ----------- | -------------- | ------ | ------ | ------- | ------- | ------- | ------- |
|                            | United Farmers |             | 47             | 43     | 39     |         | 74 187  | 39,41 % |         |
|                            | Libéral        |             | 36             | 7      | 11     |         | 46 275  | 24,59 % |         |
|                            | Conservateur   |             | 18             | 5      | 6      |         | 27 954  | 14,85 % |         |
|                            | Travailliste   |             | 11             | 5      | 4      |         | 14 354  | 7,63 %  |         |
|                            | Indépendant    | Indépendant | 29             | -      | 3      |         | 25 449  | 13,52 % |         |
| Total                      | Total          | Total       | 141            | 61     | 63     |         | 188 219 | 100 %   |         |
| Source : Elections Alberta |                |             |                |        |        |         |         |         |         |

Notes :
* N'a pas présenté de candidats lors de l'élection précédente